# Сверхъестественное (4-й сезон)
Четвёртый сезон американского мистического телесериала «Сверхъестественное», созданного Эриком Крипке, премьера которого состоялась на канале The CW 18 сентября 2008 года, а заключительная серия вышла 14 мая 2009 года, состоит из 22 серий.
Сериал повествует о двух братьях — охотниках за нечистью, которые путешествуют по Соединённым Штатам Америки на чёрной Chevrolet Impala 1967 года, расследуя паранормальные явления, многие из которых основаны на городских легендах и фольклоре, а также сражаются с порождениями зла: демонами, призраками и другой нечистью.

## В ролях

### Главные актёры
- Джаред Падалеки — Сэм Винчестер;
- Дженсен Эклс — Дин Винчестер.

### Приглашенные актёры
- Джейк Абель — Адам Миллиган и Адам-гуль;
- А. Дж. Бакли — Эд Зеддмор;
- Роб Бенедикт — Чак Ширли / Бог;
- Кэтрин Бёхер — Лилит;
- Джим Бивер — Бобби Сингер;
- Келли Брок —  Дин Винчестер в молодости;
- Эми Гаменик — молодая Мэри Винчестер;
- Трейси Динвидди — Памела Барнс;
- Сидни Имбо — Клэр Новак и Кастиэль;
- Миша Коллинз — Кастиэль и Джимми Новак;
- Мэтт Коэн — молодой Джон Винчестер;
- Роб ЛаБелль — Доминик Лене и Азазель;
- Линдси Маккеон — Тесса;
- Сиерра Маккормик — Лилит;
- Джули Макнивен — Анна Милтон;
- Женевьев Кортезе — Руби;
- Митч Пиледжи — Сэмюэл Кэмпбелл и Азазель;
- Диди Пфайффер — Кейт Миллиган;
- Марк Ролстон — Аластар;
- Саманта Смит — Мэри Винчестер;
- Чарльз Малик Уайтфилд — агент ФБР Виктор Хенриксен;
- Роберт Уиздом — Уриил;
- Джулиана Уимблс — Синди Маккеллан и Синди-демон;
- Тревис Уэстер — Гарри Спенглер;
- Колин Форд — Сэм Винчестер в детстве;
- Курт Фуллер — Захария;
- Кристофер Хейердал — Аластар.

## Список эпизодов
| № общий | № в сезоне | Название                                                                              | Режиссёр         | Автор сценария                                              | Дата премьеры    | Зрители в США (млн) |
| --- | ---------- | ------------------------------------------------------------------------------------- | ---------------- | ----------------------------------------------------------- | ---------------- | ------------------- |
| 61 | 1          | «Воскрешение Лазаря» «Lazarus Rising»                                                 | Ким Мэннерс      | Эрик Крипке                                                 | 18 сентября 2008 | 3,96                |
| Прошло 4 месяца с тех пор, как Дин отправился в ад. Он воскресает и направляется на поиски Сэма. Когда он его находит, Бобби отправляет их к Памеле, которая должна сказать им, кто вытащил Дина из ада. Ответ превосходит все его ожидания. |            |                                                                                       |                  |                                                             |                  |                     |
| 62 | 2          | «Бог, Ты есть? Это я, Дин Винчестер» «'Are You There, God? It's Me, Dean Winchester'» | Фил Сгриккиа     | Сюжет: Сера Гэмбл и Лу Болло Телесценарий: Сера Гэмбл       | 25 сентября 2008 | 3,18                |
| В ходе расследования очередного загадочного дела Сэм и Дин сталкиваются с призраками Мэг Мастерс, агента Хенриксена и других, которые обвиняют их в том, что те не смогли спасти их от смерти. Но братья не единственные, кто встречает призраков. Бобби также сталкивается с духами двух неспасённых им девочек. И чтобы одолеть призраков, Винчестерам и Бобби приходится объединить усилия. А Кастиэль, в свою очередь, рассказывает Дину о страшных планах Лилит. |            |                                                                                       |                  |                                                             |                  |                     |
| 63 | 3          | «В начале» «In The Beginning»                                                         | Стив Бойум       | Джереми Карвер                                              | 2 октября 2008   | 3,51                |
| Кастиэль возвращает Дина в прошлое, в 1973 год. Дин встречает там своих молодых родителей. Он видит, что его мать и вся её семья занимаются охотой, а отец ещё не знает о существовании сверхъестественных сил. Дин собирается найти и убить желтоглазого демона — Азазеля, но всё заканчивается не так хорошо, как ему хотелось. |            |                                                                                       |                  |                                                             |                  |                     |
| 64 | 4          | «Метаморфозы» «Metamorphosis»                                                         | Ким Мэннерс      | Катрин Хамприс                                              | 9 октября 2008   | 3,15                |
| Дин и Сэм приезжают в маленький городок штата Миссури, где встречаются с охотником по имени Трэвис. Он рассказывает братьям, что в городе находится существо, питающееся человеческой плотью. |            |                                                                                       |                  |                                                             |                  |                     |
| 65 | 5          | «Ужастики» «Monster Movie»                                                            | Роберт Сингер    | Бен Эдлунд                                                  | 16 октября 2008  | 3,06                |
| В небольшом городке происходят загадочные убийства. Расследуя их, братья выясняют, что все они совершались монстрами из различных фильмов ужасов. |            |                                                                                       |                  |                                                             |                  |                     |
| 66 | 6          | «Жёлтая лихорадка» «Yellow Fever»                                                     | Фил Сгриккиа     | Эндрю Дабб и Дэниэл Лофлин                                  | 23 октября 2008  | 3,25                |
| Братья расследуют цепь загадочных смертей от «сердечного приступа». Во время визита в морг Дин оказывается поражён инфекцией, в результате которой жертвы в течение 48 часов буквально умирают от страха. Сэм и Бобби должны найти лекарство до того, как Дин умрёт. Серия имеет небольшой бонус: после титров идёт дубль с музыкальным экспромтом Дженсена Эклса, не вошедший в сюжет.                                                                               |            |                                                                                       |                  |                                                             |                  |                     |
| 67 | 7          | «Вот так тыква, Сэм Винчестер» «'It's The Great Pumpkin, Sam Winchester'»             | Чарльз Бисон     | Джули Сьедж                                                 | 30 октября 2008  | 3,55                |
| В небольшом городке на Хэллоуин происходит странное убийство. Винчестеры выясняют, что это дело рук ведьмы. Но остановить убийцу оказывается почти невозможным, поэтому ангелы Кастиэль и Уриил собираются уничтожить весь город вместе с ведьмой. |            |                                                                                       |                  |                                                             |                  |                     |
| 68 | 8          | «Колодец желаний» «Wishful Thinking»                                                  | Роберт Сингер    | Сюжет: Бен Эдлунд и Лу Болло Телесценарий: Бен Эдлунд       | 6 ноября 2008    | 3,24                |
| Винчестеры оказываются в городке, в котором самым странным образом исполняются желания всех его жителей. Дин предлагает Сэму загадать своё сокровенное желание, но тот отказывается, так как цена за него может быть очень высока. |            |                                                                                       |                  |                                                             |                  |                     |
| 69 | 9          | «Я знаю, что было прошлым летом» «I Know What You Did Last Summer»                    | Чарльз Бисон     | Сера Гэмбл                                                  | 13 ноября 2008   | 2,94                |
| Винчестеры сталкиваются с девушкой по имени Анна, способной слышать ангелов. Братья выясняют, что Анну разыскивают демоны, и пытаются помочь ей скрыться. Но демоны не единственные, кто её ищет. Ангелы Кастиэль и Уриил также намерены во что бы то ни стало её найти, и намерения у них совсем не миролюбивые. |            |                                                                                       |                  |                                                             |                  |                     |
| 70 | 10         | «Рай и ад» «Heaven and Hell»                                                          | Дж. Миллер Тобин | Сюжет: Тревор Сэндс Телесценарий: Эрик Крипке               | 20 ноября 2008   | 3,34                |
| Винчестеры узнают, кем на самом деле является Анна и почему за ней все охотятся. Тем временем Уриил заставляет Дина отдать ему Анну, пригрозив лишить его самого дорогого, что осталось у него в жизни. |            |                                                                                       |                  |                                                             |                  |                     |
| 71 | 11         | «Фамильные останки» «Family Remains»                                                  | Фил Сгриккиа     | Джереми Карвер                                              | 15 января 2009   | 2,98                |
| Дин и Сэм приезжают в маленький городок, чтобы остановить озлобленный призрак девушки, убившей своего отца. Но в ходе расследования братья приходят к выводу, что девушка, совершившая убийство — вовсе не призрак. |            |                                                                                       |                  |                                                             |                  |                     |
| 72 | 12         | «Крис Энджел — шарлатан» «Criss Angel is a Douchebag»                                 | Роберт Сингер    | Джули Сьедж                                                 | 22 января 2009   | 3,06                |
| Во время «Недели магии» один за другим гибнут фокусники. Братьям предстоит выяснить, замешана ли в их гибели настоящая магия. |            |                                                                                       |                  |                                                             |                  |                     |
| 73 | 13         | «Внеклассные мероприятия» «Afterschool Special»                                       | Адам Кейн        | Эндрю Дабб и Дэниэл Лофлин                                  | 29 января 2009   | 3,56                |
| Братья Винчестеры возвращаются в одну из многочисленных старших школ, в которой они раньше учились, и пытаются распутать дело и одновременно примириться с собственными воспоминаниями о прежних днях. |            |                                                                                       |                  |                                                             |                  |                     |
| 74 | 14         | «Секс и насилие» «Sex and Violence»                                                   | Чарльз Бисон     | Катрин Хамприс                                              | 5 февраля 2009   | 3,37                |
| «Ты — мой брат, и я умру за тебя», — так было ещё недавно. Но что случится, если найдётся кто-то, кто сможет обратить себе на пользу лучшее, что есть в тебе? А если самый дорогой человек приставит тебе нож к горлу? Всё ли ты способен понять и простить? И простишь ли ты себя? |            |                                                                                       |                  |                                                             |                  |                     |
| 75 | 15         | «У смерти выходной» «Death Takes a Holiday»                                           | Стив Бойум       | Джереми Карвер                                              | 12 марта 2009    | 2,84                |
| Братья узнают, что в одном городке после смертельных происшествий выжило несколько человек. Сэм и Дин выясняют, что все ангелы смерти куда-то пропали. И, чтобы вернуть всё на свои места, Винчестерам придётся на время стать призраками. |            |                                                                                       |                  |                                                             |                  |                     |
| 76 | 16         | «На острие» «On The Head Of A Pin»                                                    | Майк Рол         | Бен Эдлунд                                                  | 19 марта 2009    | 3,37                |
| Кто-то убивает ангелов, и Кастиэль с Уриилом нуждаются в помощи Дина. Ангелы ловят Аластара и хотят, чтобы Дин с помощью пыток узнал у него, кто убивает ангелов. Дин соглашается. Но во время пыток кто-то помогает освободиться Аластару из ловушки. На помощь вовремя приходит Сэм. Аластар рассказывает, что демоны не причастны к гибели ангелов. Но кто тогда их убивает? Ответ неожиданно приходит в голову Кастиэля.                                          |            |                                                                                       |                  |                                                             |                  |                     |
| 77 | 17         | «Эта ужасная жизнь» «'It's A Terrible Life'»                                          | Джеймс Л. Конуэй | Сера Гэмбл                                                  | 26 марта 2009    | 3,13                |
| Познакомьтесь с Дином Смитом, менеджером по продажам крупной компании, одержимым своей работой и очисткой организма, и Сэмом Вессоном, техником той же компании, который по ночам видит странные сны об охоте на нечисть, а днём без конца объясняет тупым яппи, почему их принтер не работает. Кто превратил братьев Винчестеров в этих людей и с какой целью? |            |                                                                                       |                  |                                                             |                  |                     |
| 78 | 18         | «Монстр в конце книги» «The Monster at the End of This Book»                          | Майк Рол         | Сюжет: Джули Сьедж и Нэнси Вайнер Телесценарий: Джули Сьедж | 2 апреля 2009    | 3,27                |
| Братья узнают, что существует серия книг, в которой в подробностях описывается их жизнь. Они находят автора, Чака, который умеет предсказывать будущее. Чак сообщает, что Лилит вскоре придёт к Сэму. Дин пытается избежать смертельного столкновения, но Сэм считает, что должен попробовать сразиться с ней. В то же время Кастиэль говорит Дину, что Чак — пророк и находится под защитой архангелов. А Лилит в свою очередь предлагает Сэму сделку.               |            |                                                                                       |                  |                                                             |                  |                     |
| 79 | 19         | «Монстр атакует» «Jump the Shark»                                                     | Фил Сгриккиа     | Эндрю Дабб и Дэниэл Лофлин                                  | 23 апреля 2009   | 2,70                |
| Раздаётся звонок на телефон отца, и юноша на том конце трубки сообщает Дину, что звонит сын Джона Винчестера. |            |                                                                                       |                  |                                                             |                  |                     |
| 80 | 20         | «Вознесение» «The Rapture»                                                            | Чарльз Бисон     | Джереми Карвер                                              | 30 апреля 2009   | 2,95                |
| Братья Винчестеры знакомятся с Джимми Новаком — человеком, в теле которого живёт ангел Кастиэль. |            |                                                                                       |                  |                                                             |                  |                     |
| 81 | 21         | «Когда падут преграды» «When the Levee Breaks»                                        | Роберт Сингер    | Сера Гэмбл                                                  | 7 мая 2009       | 2,79                |
| Бобби с Дином пытаются избавить Сэма от пристрастия к демонской крови. Однако их пациент не горит желанием излечиться, как и большинству наркоманов, родные люди кажутся ему теперь злейшими врагами. |            |                                                                                       |                  |                                                             |                  |                     |
| 82 | 22         | «Восстание Люцифера» «Lucifer Rising»                                                 | Эрик Крипке      | Эрик Крипке                                                 | 14 мая 2009      | 2,89                |
| Руби и Сэм узнают, где будет сломана последняя печать. Тем временем ангелы похищают Дина, готовя его ко встрече с судьбой. Но Дин узнаёт от Кастиэля страшную правду и бросается останавливать Сэма. А Руби, наконец, раскрывает свои истинные мотивы. |            |                                                                                       |                  |                                                             |                  |                     |

## Выпуск на DVD
| Сверхъестественное: Полный четвёртый сезон | | | | | |
| Информация об издании | Информация об издании | Дополнительный контент | Дополнительный контент | Дополнительный контент | Дополнительный контент |
| - 22 серии; - Набор из 6 дисков; - Китайские, английские, французские, испанские, португальские, тайские субтитры; - Английская звуковая дорожка в Dolby Digital 5.1 Stereo, португальская — в Dolby Digital 2.0 Surround; - Формат изображения: Widescreen Anamorphic, 1.78:1. | - 22 серии; - Набор из 6 дисков; - Китайские, английские, французские, испанские, португальские, тайские субтитры; - Английская звуковая дорожка в Dolby Digital 5.1 Stereo, португальская — в Dolby Digital 2.0 Surround; - Формат изображения: Widescreen Anamorphic, 1.78:1. | - Аудиокомментарии: - «В начале» — исполнительный продюсер Эрик Крипке и автор сценария Джереми Карвер; - «Когда падут преграды» — режиссёр Роберт Сингер и автор сценария Сера Гэмбл; - «Восстание Люцифера» — исполнительный продюсер Эрик Крипке; - Мифология «Сверхъестественного»; - Вырезанные сцены; - Смешные моменты со съёмок. | - Аудиокомментарии: - «В начале» — исполнительный продюсер Эрик Крипке и автор сценария Джереми Карвер; - «Когда падут преграды» — режиссёр Роберт Сингер и автор сценария Сера Гэмбл; - «Восстание Люцифера» — исполнительный продюсер Эрик Крипке; - Мифология «Сверхъестественного»; - Вырезанные сцены; - Смешные моменты со съёмок. | - Аудиокомментарии: - «В начале» — исполнительный продюсер Эрик Крипке и автор сценария Джереми Карвер; - «Когда падут преграды» — режиссёр Роберт Сингер и автор сценария Сера Гэмбл; - «Восстание Люцифера» — исполнительный продюсер Эрик Крипке; - Мифология «Сверхъестественного»; - Вырезанные сцены; - Смешные моменты со съёмок. | - Аудиокомментарии: - «В начале» — исполнительный продюсер Эрик Крипке и автор сценария Джереми Карвер; - «Когда падут преграды» — режиссёр Роберт Сингер и автор сценария Сера Гэмбл; - «Восстание Люцифера» — исполнительный продюсер Эрик Крипке; - Мифология «Сверхъестественного»; - Вырезанные сцены; - Смешные моменты со съёмок. |
| Даты выхода на DVD | | | | | |
| Регион 1 | Регион 1 | Регион 2 | Регион 2 | Регион 4 | Регион 4 |
| 1 сентября 2009 | 1 сентября 2009 | — | — | — | — |